# 沖縄県道3号線
沖縄県道3号線（おきなわけんどう3ごうせん）は沖縄県糸満市字小波蔵と字喜屋武とを結ぶ一般県道。

## 概要
- 起点：糸満市字小波蔵 [1]（糸満市道、旧国道331号）
- 終点：糸満市字喜屋武 [1]
- 総延長：1.87km（実延長も同じ） [1]

### 通過自治体
- 糸満市

### 路線バス
琉球バス交通の南部循環線（107番・108番）が終点の喜屋武で折り返す形で全区間通っている。107番は糸満市街方面、108番は米須方面にそれぞれ行くことになっているが、循環運行のためどちらも終点は糸満バスターミナルとなる。かつては糸満バスターミナルから喜屋武のみへ行く喜屋武線というのがあったが、南部支線の路線再編で1980年代に真壁線や米須折り返し線と集約して今のような路線となった（喜屋武線のころは喜屋武で停車していたが、今はバス停で折り返すのみ）。

## 歴史
- 1953年（昭和28年）に琉球政府道3号線として指定。1972年（昭和47年）の本土復帰と同時にそのまま番号が引き継がれて県道となったが、大部分が復帰と同時に国道331号となったため、県道3号線となったのは僅かなこの区間だけ。[要出典]
- 沖縄本島最南端の喜屋武岬へ向かう道路だが、この県道の終点は喜屋武郵便局や交番などがある同集落の中心地でその先は市道として喜屋武岬へつながっている。しかし市道になると集落道路なため道幅が狭くなる（県道区間は2車線）。
- 起点が糸満市小波蔵で交差する道路はかつて国道331号だったが、1994年（平成6年）にこの付近に名城バイパスが開通、開通後は同バイパスに並行する国道は旧道扱いとなり、県道3号起点部から東側の南波平までが2001年（平成13年）に市道に降格されたに続き、県道に降格して当路線に編入されると思われていた同起点部から西側の真栄里（友愛会南部病院前）までの区間も2006年（平成18年）に市道に降格された。これにより当路線はいずれも国道や県道に交差されない路線となった。[要出典]

県道以上の幹線道路が1路線しかない離島以外では稀なケース（他に福岡県道521号姪浜停車場線、福岡県道556号、福岡県道605号今宿停車場線、大分県道546号下ノ江港線がある）といえよう。

## ギャラリー

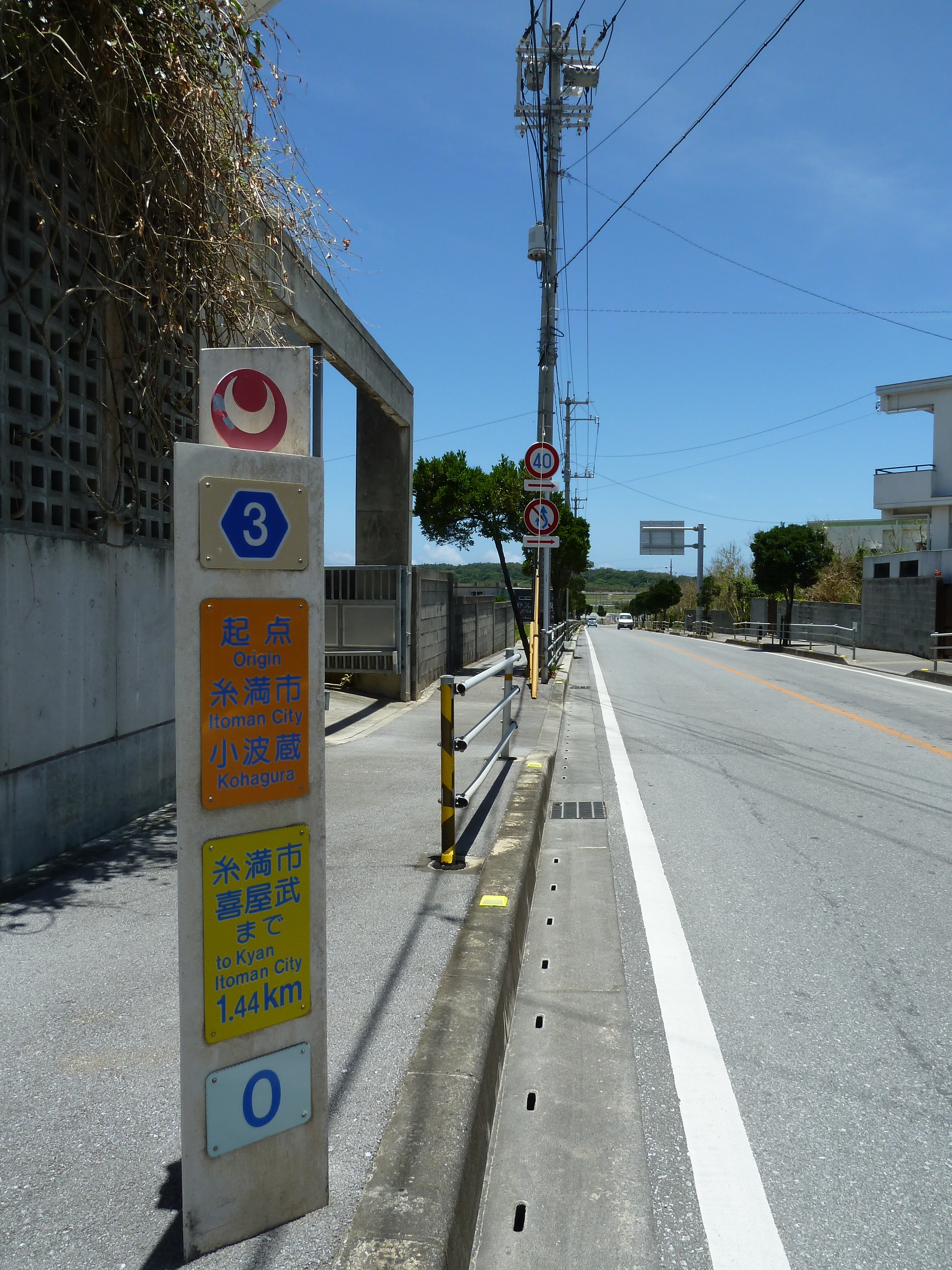
県道3号線 起点
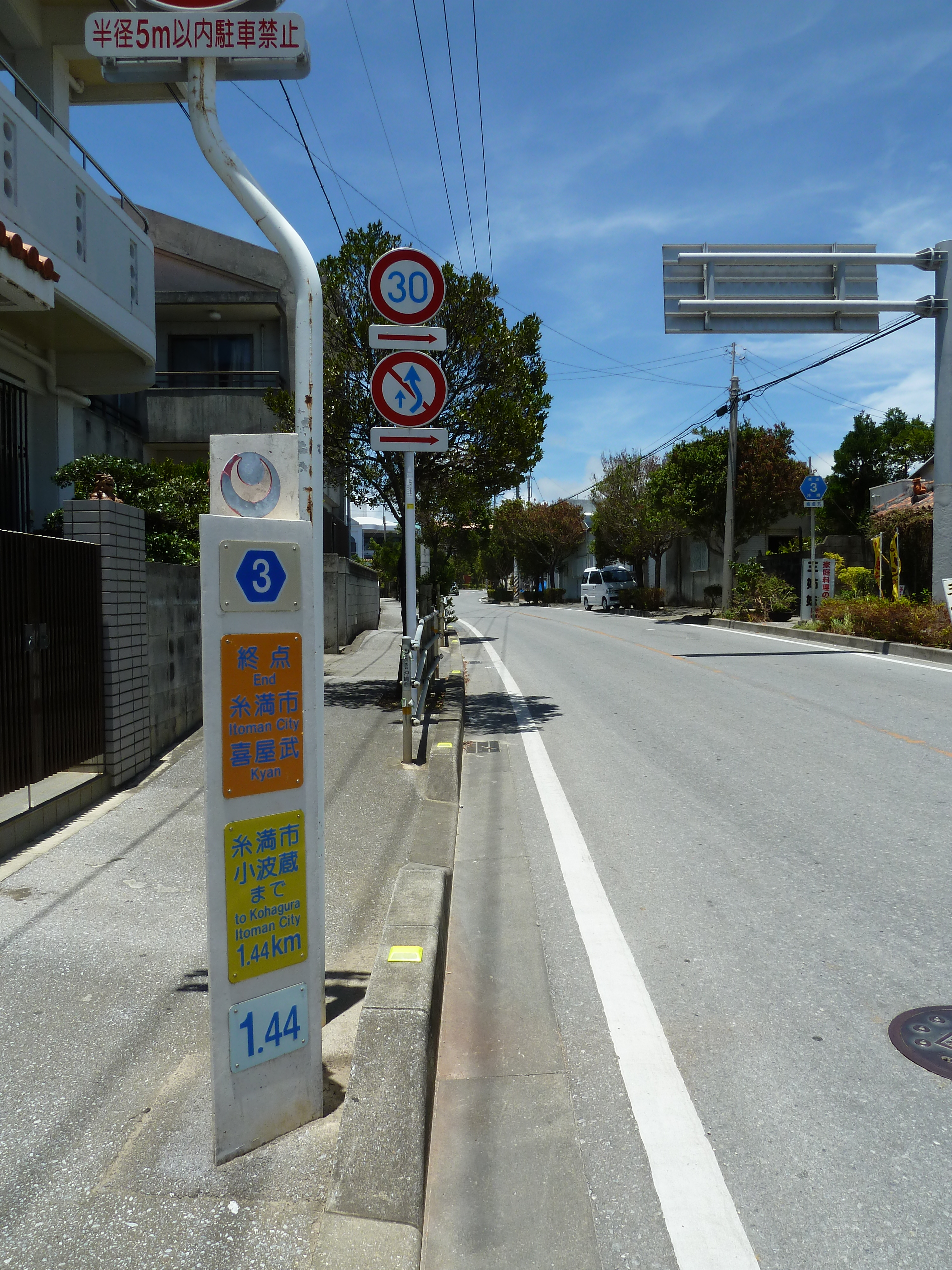
県道3号線 終点
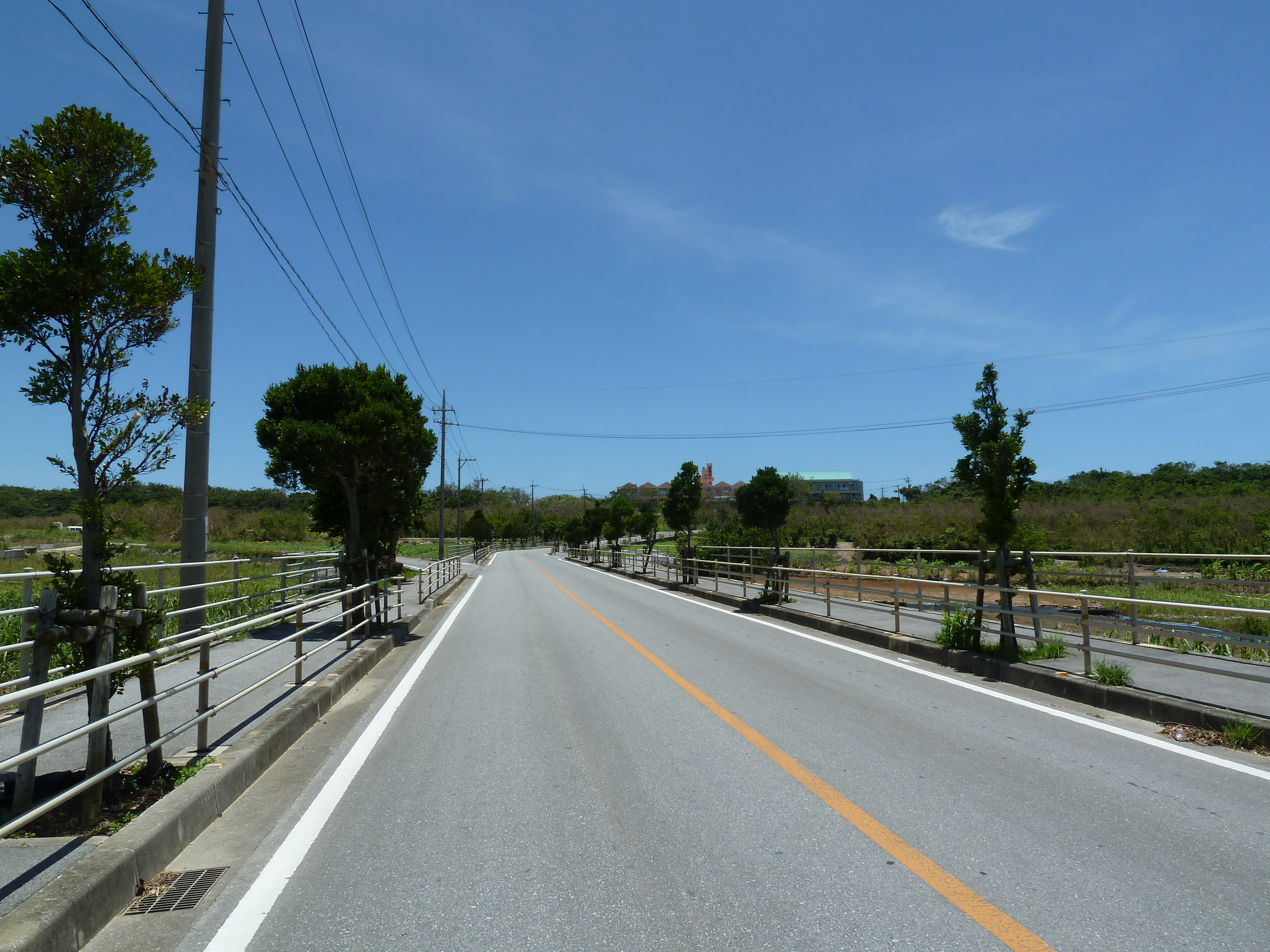
県道3号線風景
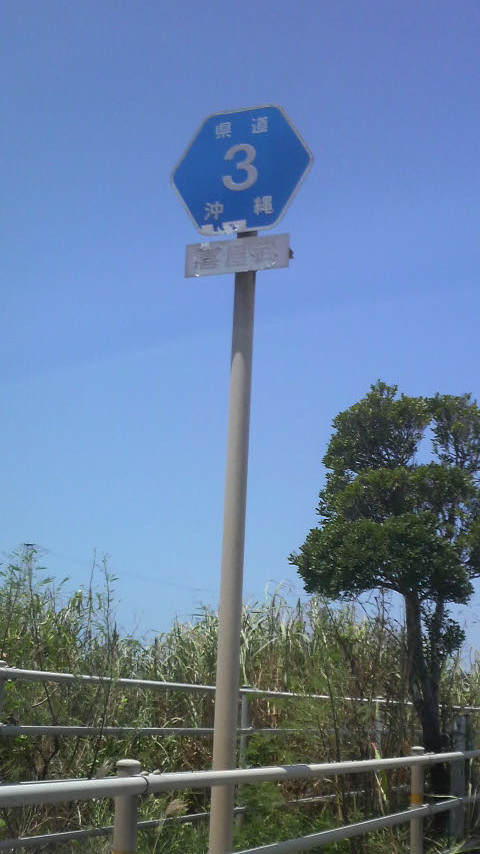
県道3号線標識